# Турска ривиера
Турска ривиера е термин, с който се наричат два региона на Турция, обособили се като туристически центрове въз основа на морския туризъм и археологическите забележителности – вилает Анталия на изток и вилает Мугла на запад. Селищата, които са част от турската ривиера са:
- Анталия
- Алания
- Белдиби
- Белек
- Бодрум
- Даламан
- Далян
- Датча
- Дидим
- Фетхие
- Финике
- Калкан
- Каш
- Кемер
- Кушадъсъ
- Кьойджеис
- Манавгат
- Мармарис
- Сиде